# Gazelle Football Academy de Garoua
 (novembre 2023).
Si vous disposez d'ouvrages ou d'articles de référence ou si vous connaissez des sites web de qualité traitant du thème abordé ici, merci de compléter l'article en donnant les références utiles à sa vérifiabilité et en les liant à la section « Notes et références ».
Actualités
Gazelle Football Academy de Garoua est un club de football camerounais basé dans la ville de Garoua (Nord Cameroun). Il  évolue en première division camerounaise depuis 2022.

## Histoire
Le club est fondé en 2015. Il remporte le championnat d'Elite Two  en juillet 2022 en s'imposant 2-1 face à l'Aigle Royal de la Menoua et est promu en première division du Cameroun. A peine promu, le club se qualifie en mai 2023 pour les play-offs.

## Palmarès
| Compétitions nationales                               |
| ----------------------------------------------------- |
| - Championnat du Cameroun D2 (1) : - Champion : 2022. |